# Charlier (cràter)

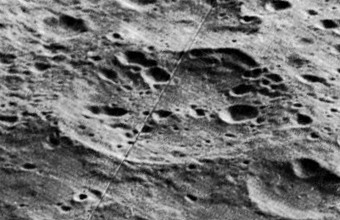
Una altra vista obliqua des de la Lunar Orbiter 5, costat oest

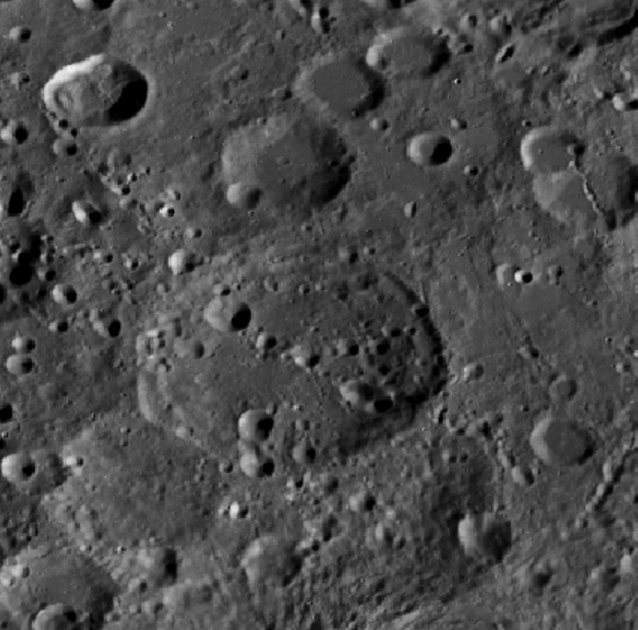
Fotografia de la missió Lunar Reconnaissance Orbiter

Charlier és un cràter d'impacte que es troba en la cara oculta de la Lluna, al sud-sud-est del cràter de major grandària Kovalevskaya. Al nord-est de Charlier apareix el cràter Perrine.
| . |

Es tracta d'un cràter erosionat amb la vora exterior danyada. La secció més intacta del brocal se situa al llarg del quadrant nord-est; cap al sud i l'oest ha estat erosionat gairebé per complet i està parcialment cobert per petits cràters. La part occidental de la vora se superposa a un grup resultant de la fusió de múltiples impactes petits.
El sòl interior tampoc ha escapat als bombardejos, i diversos petits cràters es localitzen en el seu interior, i en alguns llocs se superposen a elements anteriors. Dues zones de la planta interior han quedat relativament lliures d'efectes notables, sent una d'elles adjacent a la part nord del sòl interior i l'altra està en la part sud-oest de la planta.

## Cràters satèl·lit
Per convenció aquests elements són identificats en els mapes lunars posant la lletra en el costat del punt mitjà del cràter que està més prop de Charlier.